# مهدي أباد (حومة دامغان)
مهدي أباد (بالفارسية: مهدی‌آباد) هي مستوطنة تقع في إيران في منطقة مركزية ريفية. يقدر عدد سكانها بـ 71 نسمة بحسب إحصاء 2016.